# Да умреш млад
„Да умреш млад“ (на английски: Dying Young) е американска романтична драма от 1991 г. на режисьора Джоел Шумахер, сценарият е на Ричард Фрайденбърг, базиран е на едноименния роман от Марти Леймбах, във филма участват Джулия Робъртс, Кемпбъл Скот, Винсънт Д'Онфорио, Колийн Дюхърст, Дейвид Селби и Елън Бърстин. Музиката е композирана от Джеймс Нютън Хауърд.